# لويس غان
لويس غان (14 مايو 1918 في المملكة المتحدة - 11 فبراير 2014) هو لاعب كريكت كندي. شارك مع منتخب كندا الوطني للكريكت.